# Северный государственный медицинский университет
Северный государственный медицинский университет — российское высшее учебное заведение. Основано в 1932 году постановлением Совета народных комиссаров об образовании Архангельского государственного медицинского института как базы подготовки кадров для здравоохранения Европейского Севера России.
В 1935 году в АГМИ создается кафедра физической культуры и медицинской реабилитации, которую возглавляет профессор Г. И. Красносельский.
В 1994 АГМИ преобразован в Архангельскую государственную медицинскую академию (АГМА); в 2000 году АГМА, в свою очередь, становится Северным государственным медицинским университетом (СГМУ).
С 1993 по 2012 год ректором СГМУ, являлся профессор, академик РАМН Павел Иванович Сидоров. 
С 17 апреля 2014 года по 31 марта 2025 ректором СГМУ являлась доктор медицинских наук, профессор Любовь Николаевна Горбатова.
С 1 апреля 2025 и.о. ректора назначена Надежда Александровна Былова, к.м.н., доцент. 

## Факультеты
В вузе функционирует 9 факультетов и 42 кафедры. Всего 74 направления подготовки, из них 72 – с региональным арктическим компонентом. В университете обучается 5500 студентов и до 5000 тысяч слушателей системы дополнительного профессионального образования (ДПО) в год.
Подготовка специалистов со средним профессиональным образованием осуществляется по 5 программам подготовки специалистов среднего звена. Образовательная деятельность в вузе проводится по всем уровням высшего образования: бакалавриат - 6 направлений подготовки; специалитет - 7 специальностей; магистратура - 2 направления подготовки; подготовка кадров высшей квалификации: аспирантура – 3 направления подготовки, ординатура – 54.
Сегодня вуз осуществляет подготовку медицинских кадров для 32 регионов. 
- Лечебный факультет
- Педиатрический факультет
- Стоматологический факультет
- Факультет медико-профилактического дела и медицинской биохимии
- Факультет клинической психологии, социальной работы и адаптивной физической культуры
- Фармацевтический факультет
- Факультет экономики и управления
- Факультет сестринского образования
- Факультет повышения квалификации  и профессиональной переподготовки специалистов

## Кафедры
Учебный процесс осуществляют 42 кафедры.
- Кафедра акушерства и гинекологии
- Кафедра анатомии человека и оперативной хирургии
- Кафедра анестезиологии и реаниматологии
- Кафедра гигиены и медицинской экологии
- Кафедра гистологии, цитологии и эмбриологии
- Кафедра госпитальной терапии и эндокринологии
- Кафедра гуманитарных наук
- Кафедра детской хирургии
- Кафедра иностранных языков и русского языка как иностранного
- Кафедра инфекционных болезней
- Кафедра клинического моделирования и манипуляционных навыков
- Кафедра клинической фармакологии и фармакотерапии
- Кафедра кожных и венерических болезней
- Кафедра лучевой диагностики, лучевой терапии и онкологии
- Кафедра медицинской биологии и генетики
- Кафедра медицинской и биологической физики
- Кафедра клинической биохимии, микробиологии и лабораторной диагностики
- Кафедра мобилизационной подготовки здравоохранения и медицины катастроф
- Кафедра неонатологии и перинатологии
- Кафедра нормальной физиологии
- Кафедра общей и биоорганической химии
- Кафедра общественного здоровья, здравоохранения и социальной работы
- Кафедра ортопедической стоматологии
- Кафедра патологической анатомии, судебной медицины и права
- Кафедра патологической физиологии
- Кафедра педагогики и психологии
- Кафедра педиатрии
- Кафедра пропедевтики детских болезней и поликлинической педиатрии
- Кафедра психиатрии и клинической психологии
- Кафедра семейной медицины и внутренних болезней
- Кафедра стоматологии детского возраста
- Кафедра терапевтической стоматологии
- Кафедра травматологии, ортопедии и военной хирургии
- Кафедра факультетской терапии
- Кафедра фармакологии и фармации
- Кафедра физической культуры и медицинской реабилитации
- Кафедра фтизиопульмонологии
- Кафедра хирургии
- Кафедра общей хирургии
- Кафедра челюстно-лицевой хирургии и хирургической стоматологии
- Кафедра экономики и управления
- Кафедра методологии научных исследований

## Деятельность
Северному государственному медицинскому университету принадлежит ведущая роль в осуществлении региональной политики в области медицинского образования и науки. Вуз готовит кадры для Арктического региона России. В рамках социального партнерства подписаны соглашения о сотрудничестве с правительством Архангельской области, администрацией Ненецкого автономного округа, министерствами здравоохранения Архангельской, Мурманской, Калининградской, Новгородской областей, Республик Карелия и Коми, Департаментом здравоохранения Вологодской области.
Помимо подготовки молодых кадров, вуз активно внедряет непрерывное профессиональное образование и реализует программы дополнительного образования с использованием инновационных методов, в том числе технологий электронного, дистанционного и симуляционного обучения.
В вузе активно внедряется система непрерывного медицинского образования с применением современных образовательных технологий: симуляционного обучения, стажировок, дистанционного образования. На базе СГМУ создан Федеральный аккредитационный центр. 
Одной из ключевых задач развития университета является интеграция образования, науки и практического здравоохранения. С целью выполнения фундаментальных и прикладных научных исследований, внедрения их результатов в практическое здравоохранение в университете создано малое инновационное предприятие. Особенностью научных направлений вуза являются разработки в использовании биоресурсов Севера.
В 2019 году СГМУ вошел в 100 лучших вузов России по версии Forbes. СГМУ вошел в пятерку лучших российских медицинских вузов согласно июльскому выпуску 2019 года всемирного рейтинга университетов Webometrics Ranking of World Universities. Научный журнал «Экология человека», издаваемый университетом, входит в перечень ведущих рецензируемых научных журналов и изданий, утвержденный ВАК, а также включен в международную базу данных Scopus.
Сегодня в СГМУ существуют все предпосылки для вхождения университета в глобальные сетевые коллаборации, направленные на решение вопросов, стоящих перед современным образованием, наукой, практическим здравоохранением.
С 2005 года на базе университета в отделе истории медицины СГМУ действует Музей истории медицины Европейского Севера.

## Педагогический состав
Сегодня в стенах университета работают блестящие специалисты, профессионалы своего дела – 459 преподавателей и научных сотрудников, из них 81 – доктора наук и профессора, зарубежную докторскую степень (PhD) имеют 11 человек. 

## Научно-исследовательская деятельность
Научные исследования проводятся по следующим ключевым направлениям:
- мониторинг состояния здоровья и профилактика заболеваний жителей Арктической зоны Российской Федерации;
- медико-психологические аспекты обеспечения безопасности в Арктике;
- медицинские аспекты экологической безопасности;
- морская медицина;
- развитие фармацевтических биотехнологий и ресурсоведения;
- обеспечение доступности и качества медицинской помощи населению;
- подготовка кадров для Арктической зоны и приарктических территорий РФ.

## Вклад науки в развитие здравоохранения региона
- Международный проект "Узнай свое сердце";
- Архангельский областной онкологический регистр;
- Программа профилактики травматизма;
- Архангельский областной регистр родов;
- Развитие телемедицинских технологий;
- Программа диагностирования туберкулеза;
- Изучение климатического фактора и адаптационных возможностей человека в условиях Арктики для увеличения продолжительности жизни;
- Жизнестойкость организма в экстремальных условиях проживания (клеточные, гуморальные, молекулярно-генетические механизмы развития дисфункции эндотелия в условиях нахождения в приарктическом и арктическом регионах РФ).

## Международное сотрудничество
- СГМУ является научно-образовательным центром разработки и осуществления проектов в области здравоохранения и социальной работы в Арктике и Баренц-Евро-Арктическом регионе;
- Реализовано 150 международных научно-образовательных проектов;
- СГМУ имеет Международную школу общественного здравоохранения, принятую в члены Ассоциации школ общественного здоровья в Европейском регионе (ASPHER);
- 28 действующих двусторонних договоров с вузами, НОЦ, клиниками из 11 стран;

Выпускниками СГМУ защищено более 50 диссертаций Phd за рубежом. 

Научный журнал «Экология человека», издаваемый университетом, входит в перечень ведущих рецензируемых научных журналов. Он включен в Перечень рецензируемых научных журналов ВАК для опубликования основных научных результатов диссертаций (медицинские и биологические науки), библиографическую и реферативную базу данных Scopus, базу данных Russian Science Citation Index (RSCI), в международную справочную систему по периодическим и продолжающимся изданиям Ulrich's Periodicals Directory, Norwegian National Center for Research Data, реферативный журнал и базу данных ВИНИТИ, Российский индекс научного цитирования, КиберЛенинка (размещается в научной электронной библиотеке открытого доступа), базы данных Global Health, CAB Abstracts, ProQuest, InfoBase Index.
Ежегодно на базе университета проводится свыше 30 научно-практических и методических конференций и семинаров, в том числе более 20 международных.
В СГМУ есть несколько состоявшихся алгоритмов создания филиалов научных центров. Например, северные научные центры СЗО РАМН и РАО, филиал Гематологического научного центра РАМН, НИИ арктической медицины, НИИ морской медицины.

## Кампус

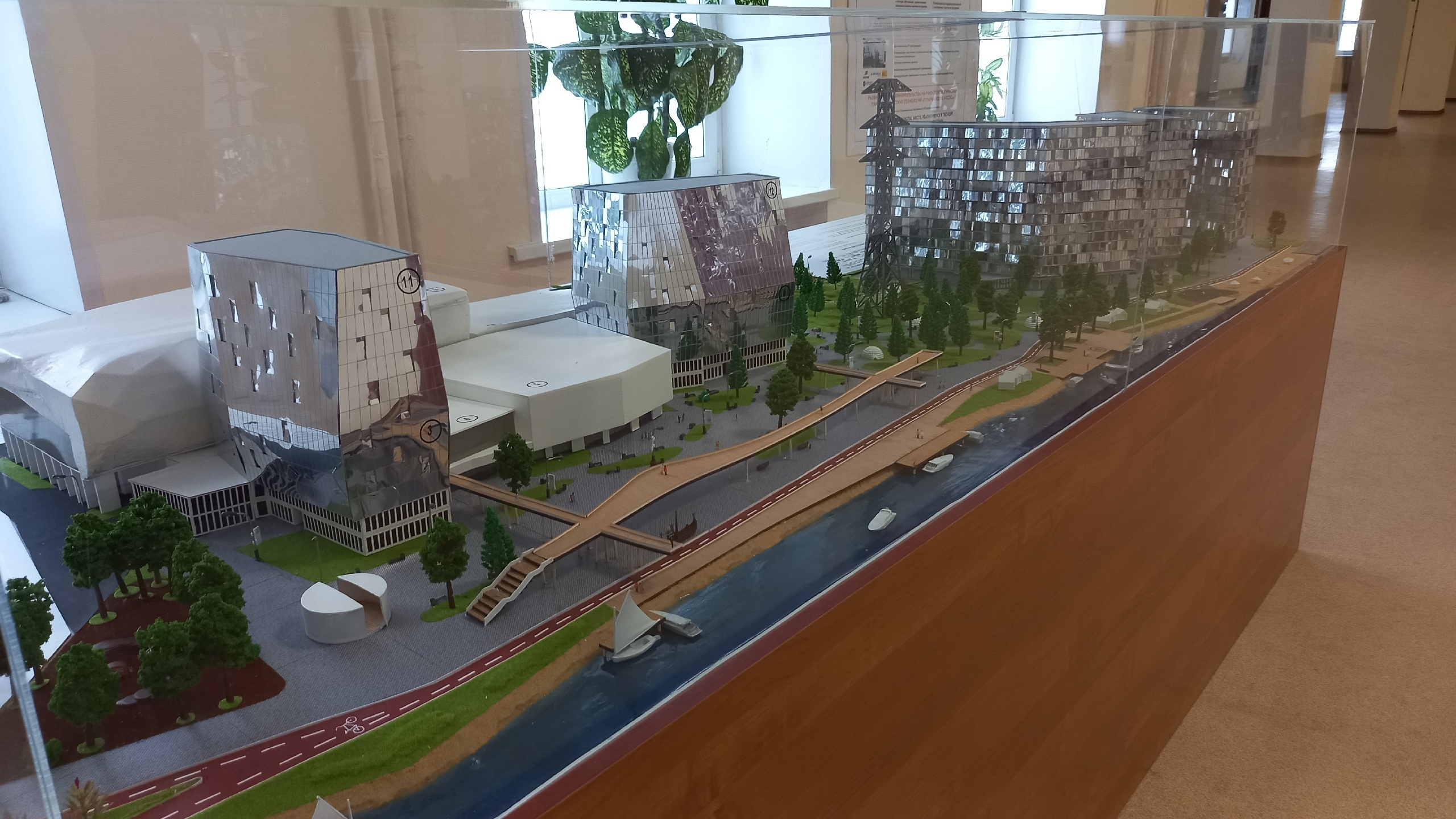
Макет кампуса: "Арктическая звезда"

В 2022 году было объявлено, что в Архангельске построят кампус университетов САФУ и СГМУ, под названием: "Арктическая звезда". Площадь кампуса составит 128 тысяч квадратных метров и будет включать в себя общежития, гостиницу, торговые площади, ФОК, лаборатории, технопарк и конференц залы. Кампус планируют полностью построить к 2027 году.

## Студенты
Количество студентов и слушателей - более 10 тысяч, из них студентов - около 5,5 тысяч человек, среди них более 1,4 тысяч - иностранные обучающиеся из 10 стран.